# Hans Preiskeit
Hans Preiskeit (né le 26 septembre 1920 à Breslau est mort le 26 juin 1972 à Rosenheim) est un coureur cycliste allemand. Professionnel de 1946 à 1956, il a été champion d'Allemagne sur route en 1955. 

## Palmarès sur route

### Palmarès amateur
- 1939
  - Porvoon Ajot
  - 2e du championnat d'Allemagne du contre-la-montre par équipe amateurs
- 1940
  - Porvoon Ajot
  - 2e du championnat d'Allemagne sur route amateurs
  - 3e du Milan-Munich
- 1941
  - Tour de Cologne amateurs
  - 2e du championnat d'Allemagne sur route amateurs

### Palmarès professionnel
- 1947
  - Rund um Berlin
- 1948
  - Berlin-Cottbus-Berlin
- 1953
  - 2e du championnat d'Allemagne sur route
- 1954
  - 5eb étape du Tour des Pays-Bas
- 1955
  -  Champion d'Allemagne sur route
  - Tour de Cologne
  - 8e étape du Tour d'Allemagne

### Résultats sur les grands tours

#### Tour d'Italie
1 participation
- 1954 : abandon

## Palmarès sur piste

### Championnats nationaux
- Champion d'Allemagne de poursuite par équipes amateur en 1939, 1940, 1941
- Champion d'Allemagne de l'américaine en 1947, 1954

### Six Jours
- 1953 : Hanovre (avec Oscar Plattner)
- 1954 : Munich (avec Ludwig Hörmann), Münster (avec Ludwig Hörmann)